# Cradactis variabilis
Cradactis variabilis is een zeeanemonensoort uit de familie Aliciidae.
Cradactis variabilis is voor het eerst wetenschappelijk beschreven door Hargitt in 1911.